# محطة خرسانة

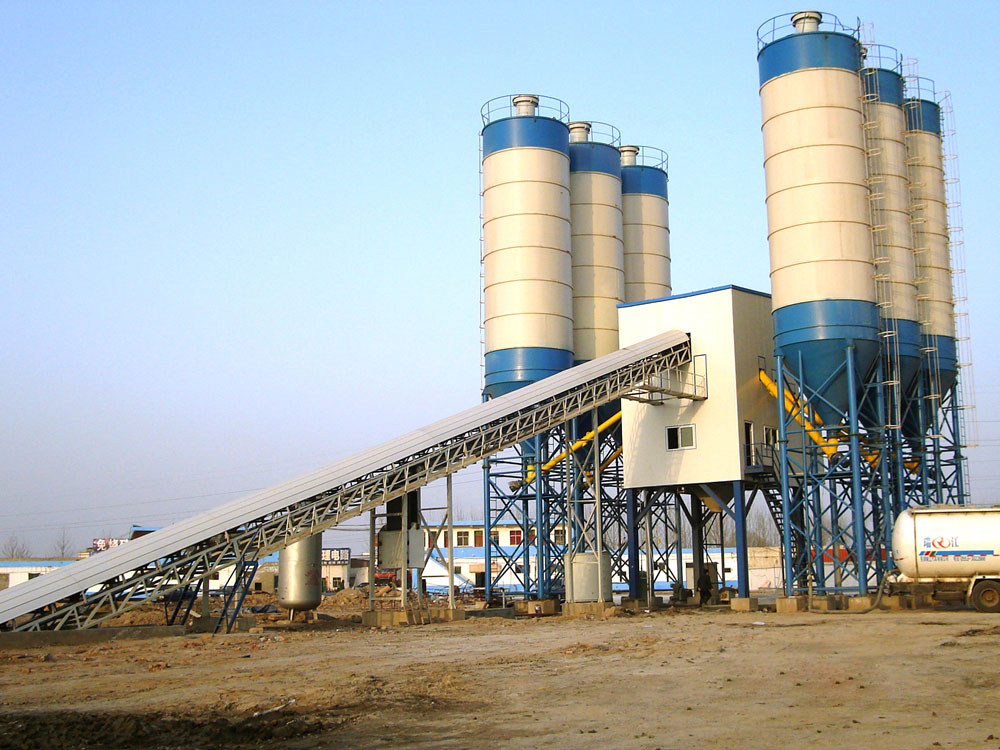
تصميم شائع لمحطة خرسانة خارج أمريكا الشمالية. من المعروف أن النواقل الطويلة واللوالب الناقلة للأسمنت تبطئ الإنتاج بمعدلات ملحوظة.

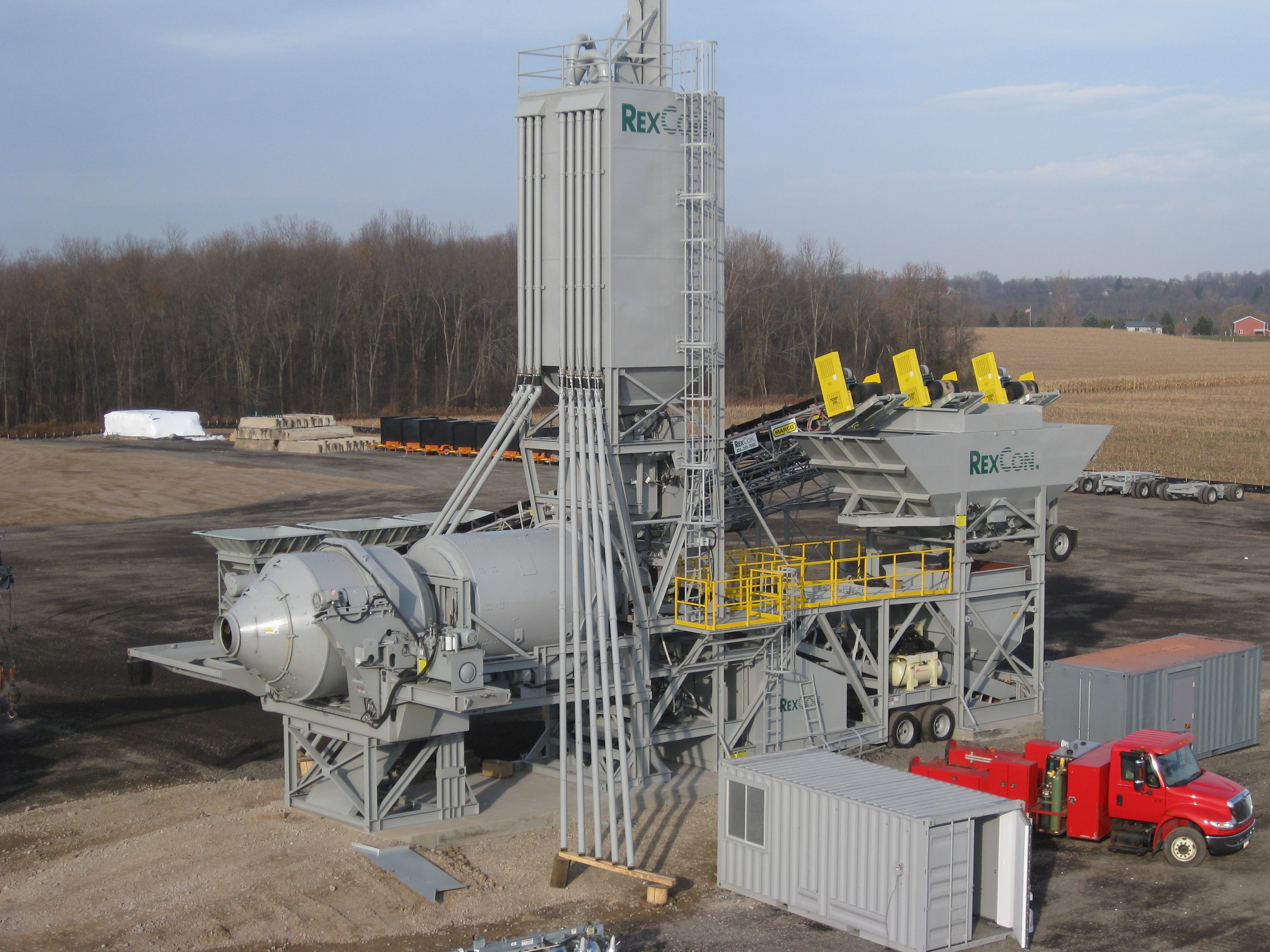
ينتج طراز ريكسكون إس المتنقل ثنائي الخلّاط والمتخصص بأعمال الرصف حتى 55 تحميلة في الساعة، أي ما يقرب من 550 ياردة مكعبة في الساعة.

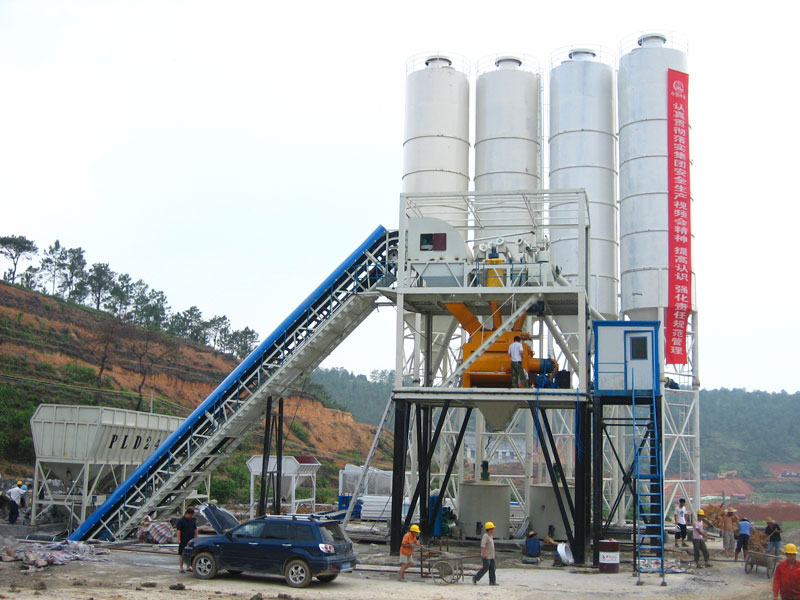
يظهر في قادوس التعبئة والسيور الناقلة وصومعات الأسمنت والخلّاط وغيرها.

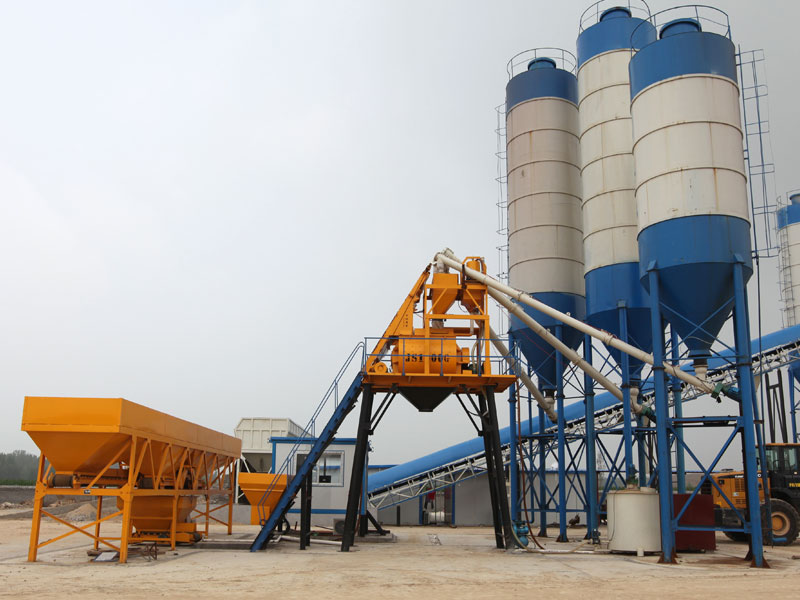
يعتمد هذا الطراز المختلف من محطات الخرسانة على سلة رافعة skip hoist لرفع الخليط من المستودعات إلى الخلّاط، وهي طريقة بطيئة نسبيًا.

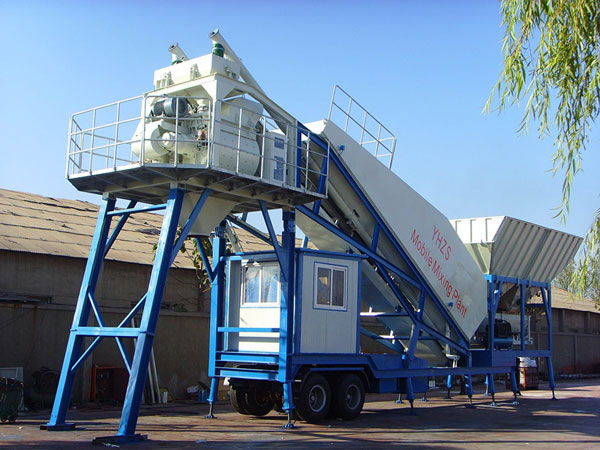
محطة خرسانة متنقلة، تستخدم عادة في حالات الإصلاح الطارئة في ممرات المطارات أو الطرق والكباري وغيرها من الأعمال الخرسانية.

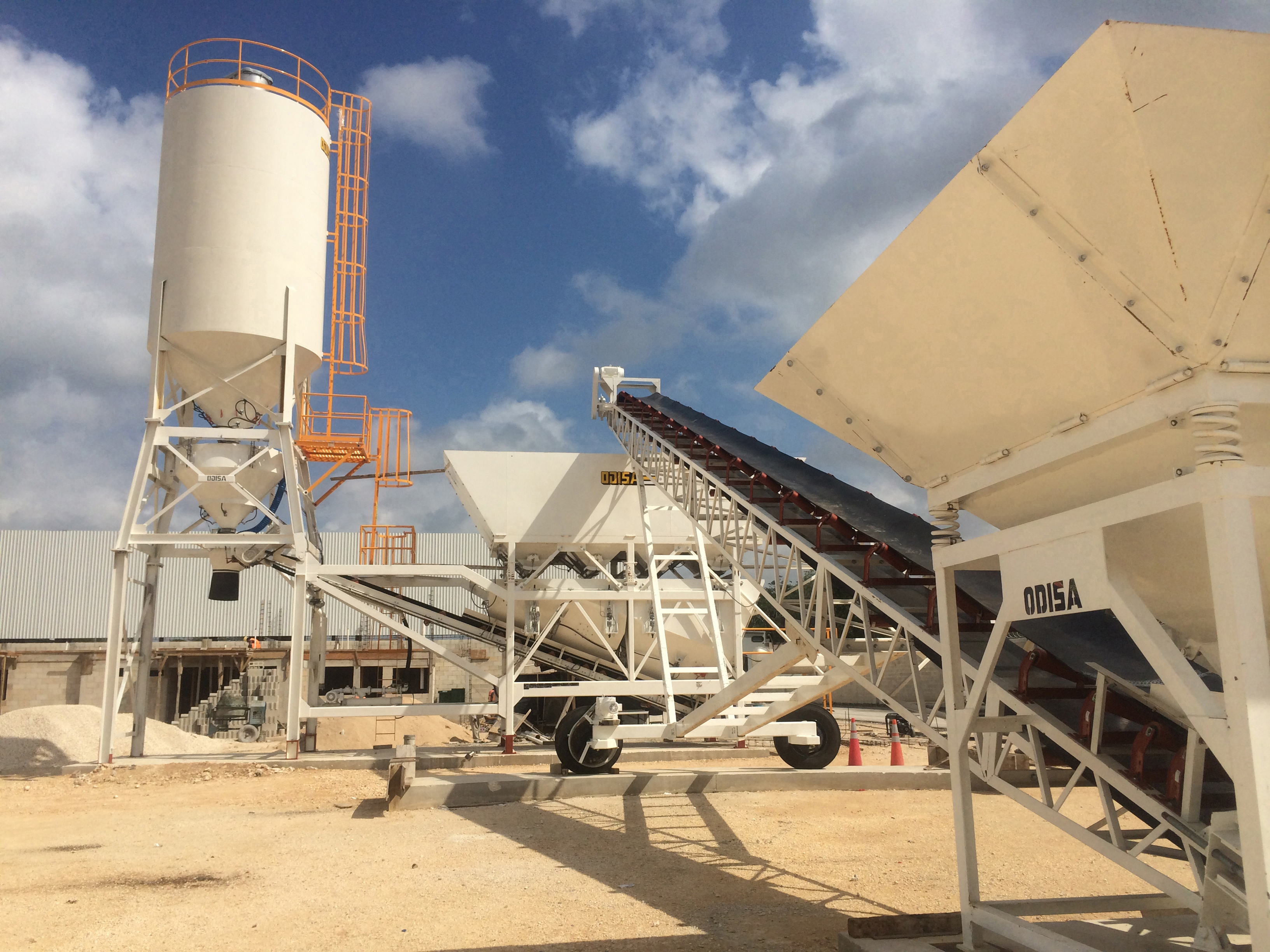
محطة خرسانة متنقلة من طراز كلاسيكي.

محطة الخرسانة (بالإنجليزية: Concrete Plant أو Batching Plant)‏ هي معدة تعمل على خلط عدة مكونات لإنتاج الخرسانة، ومن ضمن هذه المكونات: الماء والهواء والمواد الكيميائية والرمل والزلط (صخر وحصى وغيرها..) والرماد المتطاير وغبار السيليكا والخبث والأسمنت. هناك نوعان رئيسيان من محطات الخرسانة؛
```
محطات الخليط الجاف، ومحطات الخليط الرطب. وتتكون محطة الخرسانة من عدة وحدات أو أجزاء وملحقات مثل: خلّاطة الأسمنت 
(
بالإنجليزية
: 
Concrete mixer
)‏
 وصومعات الأسمنت وصومعات المكونات والسيور الناقلة والسخانات والبرادات ومجمعات الغبار والمتحكّمات وغيرها.
```

يعد الخلّاط هو قلب محطة الخرسانة، وله عدة أنواع، مثل الدارة المائلة (بالإنجليزية: Tilt Drum)‏ والوعاء (بالإنجليزية: Pan)‏ والسيّار (بالإنجليزية: Planetary)‏ وأحادي وثنائي المحور (بالإنجليزية: Single Shaft and Twin shaft mixer)‏. يوفّر الخلّاط ثنائي المحمور خليطًا أكثر تجانسًا لكن مع حاجة لمحركات بقدرة كبيرة، بينما يوفر الخلّاط المائل خليطًا متجانس مع أعمال صيانة وتكلفة أقل . في أمريكا الشمالية، يشيع استخدام طراز الدارة المائلة، بينما يشيع الطراز ثنائي المحور في أوروبا. يتراوح تقسيم صومعات المكونات من جزئين إلى 6 أجزاء لتخزين مختلف المكونات مثل الرمل والزلط وغيرها.